# 寒川 (西都市)

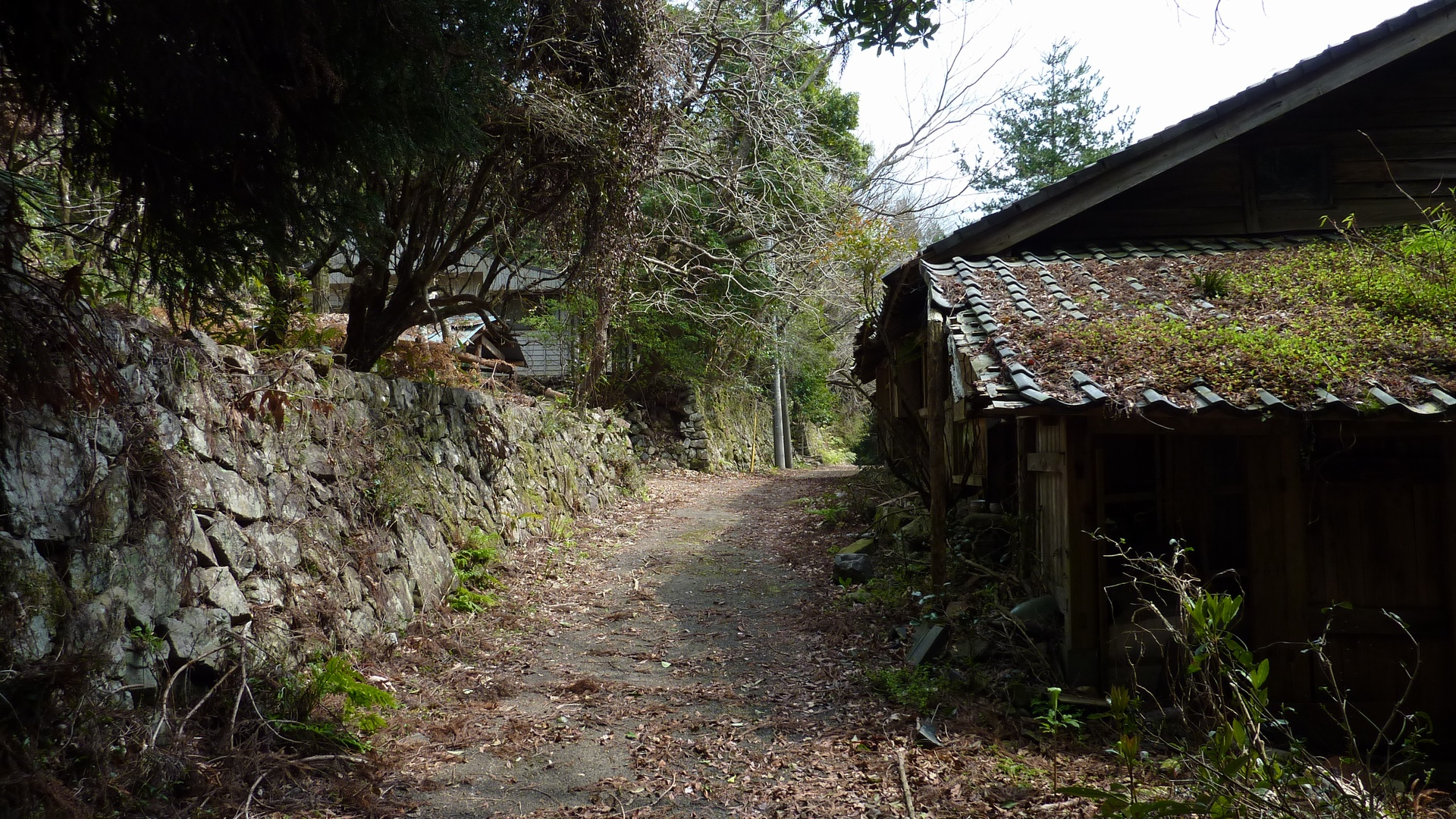
寒川集落（2010年撮影）

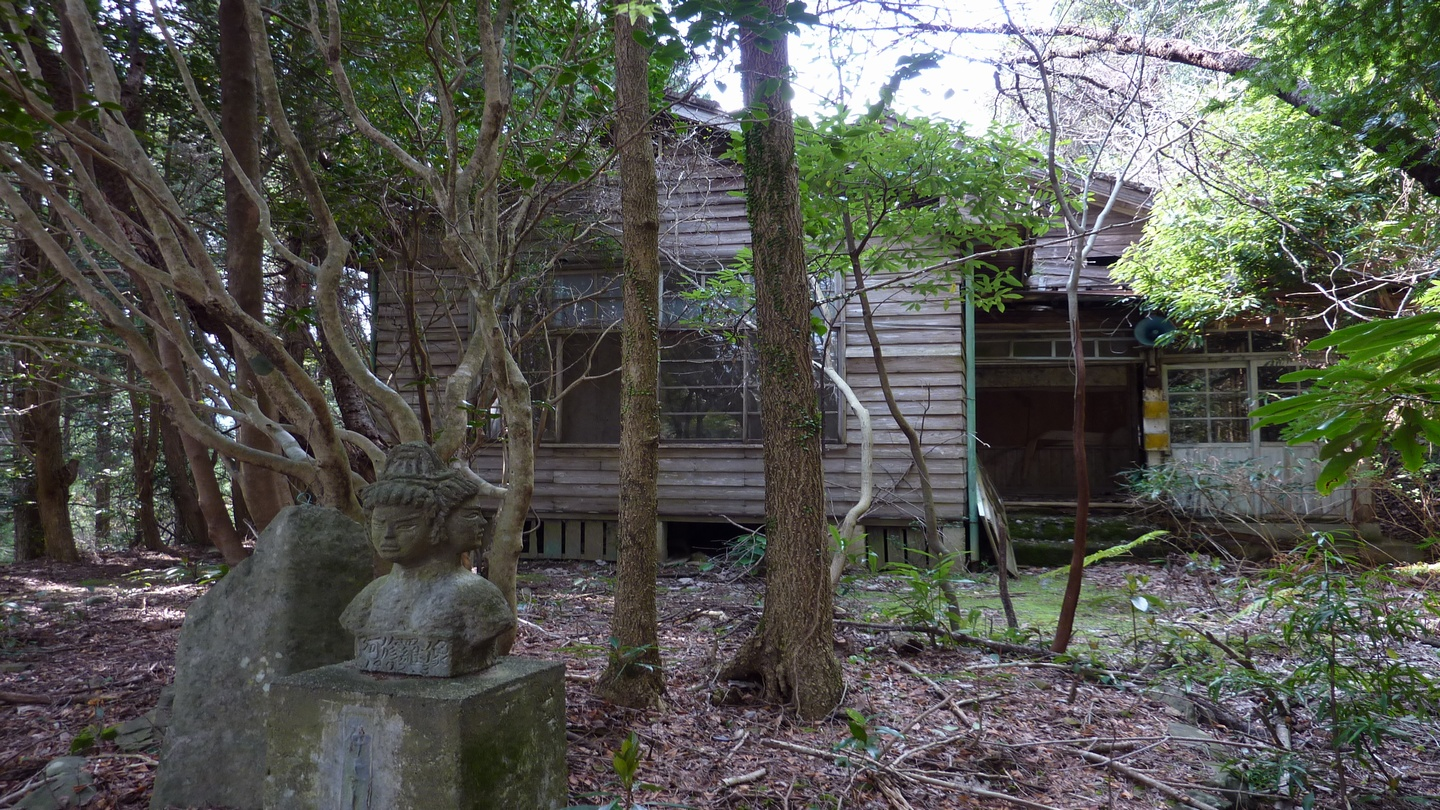
寒川小・中学校跡（2010年撮影）

寒川（さむかわ、さぶかわ）は、宮崎県西都市の大字で、山間部にあった集落である。1989年3月に最後の住民が離村し廃村となった。2007年には限界集落をテーマとしたドキュメンタリー映画「寒川」が製作されている。

## 地理
西都市役所から西に約23キロメートル、標高は約350メートル、三財川北岸の山の中腹に位置する。集落としての規模は東西、南北いずれも約500メートル。麓からは川沿いに道路（県道319号線）が唯一繋がるのみであった。1878年には42世帯215人、1965年には50世帯211人が居住していたが、最末期の1989年2月には6世帯13人にまで激減し、平均年齢も70歳を超えた「限界集落」の状態であった。
集落としては1989年に廃村となったが、西都市の住所（大字）としては現存しており、平成22年国勢調査（2010年10月1日現在）やそれ以前の国勢調査において「大字寒川」に1世帯2人の居住がそれぞれ記録されていた。なお、平成27年国勢調査（2015年）以降の「大字寒川」は0世帯0人と記録されている。

## 産業
寒川の基幹産業は林業であった。最末期にはシイタケの栽培が中心で、実態としては年金や親族の仕送りに頼らざるをえない状況であった。

## 歴史
寒川天神社は慶長2年（1597年）創建と伝えられ、遅くともこの時期までに集落が形成されていたことがうかがえる。江戸時代には寒川村は肥後国球磨郡にある「米良荘」の1か村、寒川谷村（さぶかわだに）とされた（米良荘については西米良村#歴史を参照）。
1889年5月の町村制実施の際には児湯郡三財村の一部となった。米良荘の他村が西米良村・東米良村を構成する中での唯一の例外である。三財村は1962年4月1日、東米良村とともに西都市へ編入された。

### 宮崎県初の集団離村

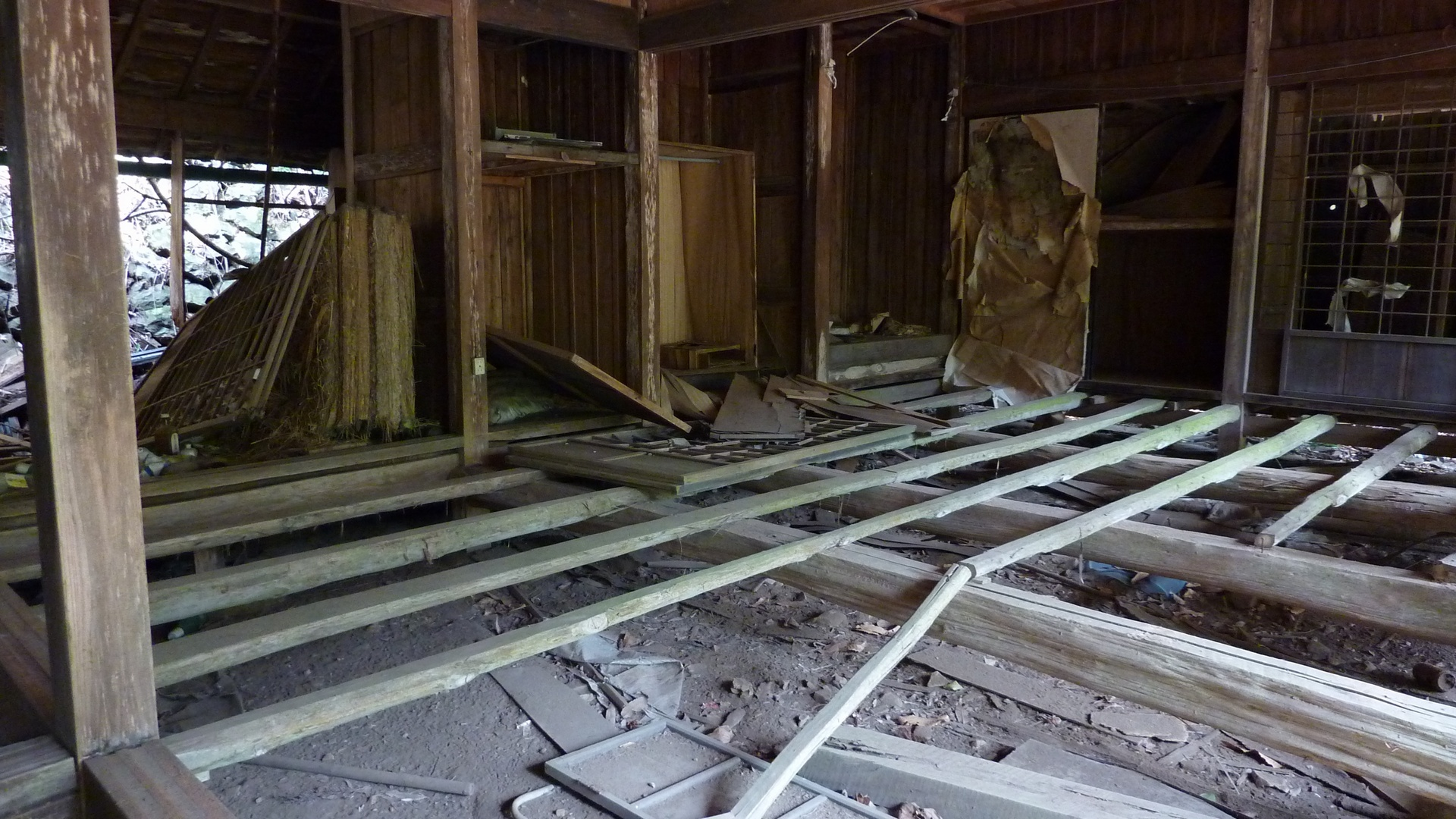
畳が上げられた状態の廃屋（2010年撮影）

1960年代以降、基幹産業であった林業・農業は壊滅的状況に陥り、1978年には寒川小・中学校が閉校した。自家用車を持つのは6世帯中2世帯のみで、日常の買い物や通院にも支障をきたしていた。その上、2キロメートル先にある水源や、集落と県道を結ぶ道路の管理もままならないなど、集落を維持することが著しく困難となった。
1986年11月24日に、寒川集落の住民5人が市側に集団移転の陳情書を提出した。これを受けて市側は寒川の麓にあたる「福王寺」地区を移転先に決定し、市営住宅を建設した。そして1989年3月に最後の住民6世帯13人が集団離村し、寒川の400年に及ぶ歴史に幕を下ろした。市側は移転の条件として、「かまどの破壊、畳を上げること」、すなわち、再び居住することが出来ない状態にすることを住民に求めたという。
2023年時点では往時の家屋の大半が朽ち果て数軒を残すのみの状態となっており、寒川小・中学校校舎も2022年以降に玄関付近の一部を残し半倒壊の状態となった。また、2022年12月には集団移転者13人の最後の生存者が95歳で死去している。

## ゆかりのある人物
- 米良美一 - 西都市出身のカウンターテナー歌手。母親が寒川出身で、幼少期に寒川神楽の鑑賞経験がある[5]。